# Pirard (évêque)

Pirard († 8 juillet 840) fut un évêque de Liège, premier évêque à fêter la Toussaint.

## Source
- Théodose Bouillé, Histoire De La Ville Et Pays De Liege, vol. 1, Guillaume Barnabé, 1725, p. 48